# Liolaemus chehuachekenk
Espèce
Liolaemus chehuachekenk est une espèce de sauriens de la famille des Liolaemidae.

## Répartition
Cette espèce est endémique de la province de Chubut en Argentine.

## Étymologie
Cette espèce est nommée en l'honneur d'une tribu Tehuelche, les Chehuache-Kenk.

## Publication originale
- Avila, Morando & Sites, 2008 : New Species of the Iguanian Lizard Genus Liolaemus (Squamata, Iguania, Liolaemini) from Central Patagonia, Argentina. Journal of Herpetology, vol. 42, no 1, p. 186–196.